# آرامگاه زرتشتیان اهواز
آرامگاه زرتشتیان به مجموعه دخمه‌هایی گفته می‌شود که در کوهستان شرق اهواز قرار دارند و در دوران پیش از اسلام مدفن زرتشتیان بوده‌اند. از وجود دخمه‌ها برداشت می‌شود که احتمالاً این مکان در ابتدا نیایشگاه بوده و می‌بایست محل عبادت بوده باشد. همانند این دخمه‌ها در کوه‌های شوشتر و رامهرمز نیز وجود دارد.